# Nodosarchaediscus
Nodosarchaediscus es un género de foraminífero bentónico de la subfamilia Asteroarchaediscinae, de la familia Archaediscidae, de la superfamilia Archaediscoidea, del suborden Fusulinina y del orden Fusulinida. Su especie tipo es Archaediscus maximus. Su rango cronoestratigráfico abarca el Viseense inferior y medio (Carbonífero inferior).

## Discusión
Algunas clasificaciones más recientes incluyen Nodosarchaediscus en el Suborden Archaediscina, del Orden Archaediscida, de la Subclase Afusulinana y de la Clase Fusulinata.

## Clasificación
Nodosarchaediscus incluye a las siguientes especies:
- Nodosarchaediscus maximus †
- Nodosarchaediscus pohli †
- Nodosarchaediscus viae †

En Nodosarchaediscus se han considerado los siguientes subgéneros:
- Nodosarchaediscus (Asperodiscus), también considerado como género Asperodiscus y aceptado como Neoarchaediscus
- Nodosarchaediscus (Asteroarchaediscus), aceptado como género Asteroarchaediscus
- Nodosarchaediscus (Nodasperodiscus), aceptado como género Nodasperodiscus